# Ursfjorden
Ursfjorden er en fjordarm af Bindalsfjorden i Bindal og Sømna kommuner i Nordland fylke i Norge. Fjorden har indløb mellem bebyggelsen Hjelmset i vest og Gaupsgavlen på halvøen Gavlen i øst og går 19 kilometer mod nordøst ind til de små vige Storremman og Lislremman i bunden af fjorden.
Lidt inde i fjorden ligger bebyggelserne Olsvika og Kjøssvika på vestsiden. Nord for Kjøssvika går Brekkosen nordvestover til bebyggelsen Brekkeidet. Ursfjorden fortsætter mod  nordøst og nord for Olderbakkfjeldet på østsiden går Gravfjorden mod øst. 
Den indre del af fjorden er vejløs, men har nogle få gårde på begge sider af fjorden. Ved Brekkosen går fylkesvej 38 langs fjorden, mens fylkesvej 33 går på vestsiden længere ude i fjorden.